# Göran Gunér
Lars Erik Göran Gunér, född 26 juni 1943 i Sankt Görans församling, Stockholm, död 3 januari 2016, var en svensk regissör, producent och manusförfattare.
Göran Gunér började som produktionsledare och produktionsassistent i en serie kortfilmer under 1960-talet. Han var lärare på Dramatiska Institutet 1970–71 samt 1992–2007. Han debuterade som regissör 1971 med kortfilmen Pengar som växer. År 1982 regisserade han och skrev manus till TV-filmen Johan är död, vilken mottog Örnipriset för Bästa barnfilm. År 1988 regisserade han och skrev manus till Tillbaka till Ararat, 1990 detsamma till Jag skall bli Sveriges Rembrandt eller dö!. År 1997 skrev han manus till Jan Troells film En frusen dröm.

## Filmografi i urval
- 1982 – Johan är död (manus och regi)
- 1984 – Äntligen! (produktion)
- 1988 – Tillbaka till Ararat (manus och regi)
- 1990 – Jag skall bli Sveriges Rembrandt eller dö! (manus, regi och produktion)
- 1997 – En frusen dröm (manus och produktion)